# Trichocosmia
Trichocosmia is een geslacht van vlinders van de familie uilen (Noctuidae), uit de onderfamilie Hadeninae.

## Soorten
- T. drasteroides Smith, 1903
- T. inornata Grote, 1883